# Diastatidae
Diastatidae zijn een familie uit de orde van de tweevleugeligen (Diptera), onderorde vliegen (Brachycera). Wereldwijd omvat deze familie zo'n 4 genera en 50 soorten.

## Geslachten
De volgende onderfamilies en geslachten zijn bij de familie ingedeeld:
- Onderfamilie Diastatinae
  - Geslacht Diastata Meigen, 1830
- Onderfamilie Campichoetinae
  - Geslacht Campichoeta Macquart, 1835 (door sommige auteurs ook wel geplaatst in een aparte familie Campichoetidae).
  - Geslacht Euthychaeta Loew, 1864
  - Geslacht Pareuthychaeta  † Hennig 1965